# Soit dit en passant
Albums de Dave
Classique
(1998) Doux Tam-Tam
(2004)
Soit dit en passant est le treizième album studio de Dave. Il est sorti le 31 janvier 2001 chez Meys, pour la France sous distribution Sony.

## Titres
1. Soit dit en passant
2. Instants
3. Chance honnête
4. Si la vie l'avait voulu
5. Le Détour
6. Je n'vaux pas la peine
7. Chagrin sur mer
8. Je vois ça d'ici
9. Après moi
10. D'ailleurs
11. Les beaux yeux tristes
12. La chute

## Production
- Édition Album : 
  - CD  Meys 74 484-2, date de sortie : 2001.
  - Cassette audio  Meys 74 484-4, date de sortie : 2001

Distribution en France chez Sony Music ; en Suisse chez Disques Office ; en Belgique chez Distrisound et au Canada chez Olivi Musique.